# Горме, Эйди
Э́йди Горме́ (англ. Eydie Gormé, имя при рождении — Эдит Гормезано (англ. Edith Gormezano); 16 августа 1928 — 10 августа 2013) — американская певица, исполнительница известных испанских песен.

## Биография
Родилась в нью-йоркском Бронксе, в сефардской еврейской семье. Её родители — портной Нессим Хасдай Гормезано и Фортуна Гормезано — иммигрировали из Османской империи (отец из Турции, мать из Ливана), в семье пользовались ладино. По отцовской линии состояла в родстве с певцом Нилом Седакой.
29 декабря 1957 года вышла замуж за Стива Лоуренса; их дети — композитор Дэвид Нессим Лоуренс (род. 1960) и Майкл Лоуренс (1963—1986).

## Профессиональная деятельность
Исполняла латиноамериканскую музыку, свинг, американскую поп-музыку.
Получила премию «Грэмми» в 1967 году как лучшая исполнительница (Female Best Vocal Performance, песня «If He Walked Into My Life») — одновременно с Фрэнком Синатрой (за песню «Strangers in the Night») и «Битлз» (песня года «Michelle»).

## Дискография

### Собственные диски
1. Delight (1956)
2. Eydie Gorme (1957)
3. Eydie Swings The Blues (1957)
4. Eydie Gorme Vamps The Roaring 20’s (1958)
5. Eydie In Love (1958)
6. Gorme Sings Showstoppers (1958)
7. Love Is A Season (1958)
8. Eydie Gorme On Stage (1959)
9. Eydie In Dixieland (1959)
10. Come Sing With Me (1961)
11. I Feel So Spanish (1961)
12. The Very Best of Eydie Gorme (1961)
13. Eydie Gorme Sings The Best of Romances, Ballads (1962)
14. Blame It On The Bossa Nova (1963)
15. Let The Good Times Roll (1963)
16. Gorme Country Style (1964)
17. Great Songs From «The Sound Of Music» & Broadway (1965)
18. Eydie Gorme Greatest Hits (1965)
19. Don’t Go To Strangers (1966)
20. Softly, As I Leave You (1967)
21. The Look of Love (1968)
22. Eydie (1968)
23. Otra Vez (1969)
24. Tonight I’ll Say A Prayer (1970)
25. It Was A Good Time (1971)
26. La Gorme (1976)
27. Since I Fell For You (1981)
28. Tomame O Dejame (1982)
29. De Corazon A Corazon (1988)
30. Eso Es El Amor (1992)
31. Silver Screen (1992)

### Записи со Стивом Лоуренсом
1. Steve & Eydie (1958)
2. We’ve Got Us (1960) — муз.премия Грэмми (Grammy Award, 1961)
3. Steve & Eydie Sing The Golden Hits (1960)
4. Our Best To You (1961)
5. The Very Best of Steve & Eydie (1961)
6. Cozy (1961)
7. Two On The Aisle (1962)
8. Steve & Eydie At The Movies (1963)
9. That Holiday Feeling (1964)
10. Steve & Eydie Together On Broadway (1967)
11. Bonfa & Brazil (совместно с Луисом Бонфа, 1967)
12. Golden Rainbow (1968)
13. Real True Lovin' (1969)
14. What It Was, Was Love (1969)
15. A Man And A Woman (1970)
16. This Is Steve & Eydie (1971)
17. This Is Steve & Eydie, выпуск 2 (1972)
18. The World of Steve & Eydie (1972)
19. Feelin' (1972)
20. Songs By Steve & Eydie (1972)
21. 20 Golden Performances (1973)
22. Steve & Eydie Together (1975)
23. Our Love Is Here To Stay (1976)
24. Hallelujah (1984)
25. Through The Years (1985)
26. Alone Together (1990)
27. Happy Holidays (1990)
28. The Greatest Hits (1990)
29. The Greatest Hits 2 (2000)

### Записи с другими музыкантами

#### с триоLos Panchos
1. Amor (1964)
2. More Amor (1965)
3. Navidad Means Christmas (1966)
4. Canta en Español (1970)
5. Cuatro Vidas (1970)

#### с Данни Риверой
1. Muy Amigos/Close Friends (1977)

## Фильмография
- 2001 — Одиннадцать друзей Оушена («Ocean’s Eleven»)
- 1994 — Телесериал «Frasier» (1993—2004), серия «Frasier Crane’s Day Off» — Лу (голос)
- 1994 — Телесериал «Empty Nest» (1988—1995), серия «Half That Jazz» — Хеклер
- 1985 — «Алиса в Стране чудес» (ТВ) — Твидлди
- 1970 — Телесериал «The Kraft Music Hall» (1967—1971), эпизод 11 марта 1970 года — соведущая эпизода
- 1967 — «All About People» — Ведущая